# أندريه ألفيس
أندريه ألفيس (بالبرتغالية: André Alves dos Santos) (15 أكتوبر 1983 في البرازيل - ) هو لاعب كرة قدم برازيلي في مركز الهجوم. لعب مع لوخ إينيرجيا فلاديفوستوك ونادي أومونيا ونادي أيك لارنكا ونادي بانيتوليكوس ونادي بودابست هونفيد ونادي دبي ونادي ساو باولو ونادي مول فيدي وUnião Agrícola Barbarense Futebol Clube ‏ وKaposvári Rákóczi FC ‏.

## وصلات خارجية
- أندريه ألفيس على موقع قاعدة بيانات كرة القدم.إي يو (الإنجليزية)
- أندريه ألفيس على موقع Soccerway.com (الإنجليزية)